# برنامج الاتحاد الأوروبي للفضاء
برنامج الاتحاد الأوروبي للفضاء، بالانجليزية (European Union Space Programme). هو مجموعة من المبادرات والمشاريع التي تديرها وكالة الفضاء الأوروبية (ESA) بالتعاون مع الاتحاد الأوروبي (EU) لتعزيز الأنشطة الفضائية في أوروبا. يهدف البرنامج إلى دعم الاستكشاف العلمي، وتعزيز التكنولوجيا، وتحقيق الاستقلالية الاستراتيجية في مجال الفضاء.'

## أهم البرامج والمشاريع
1. برنامج كوبرنيكوس (Copernicus):

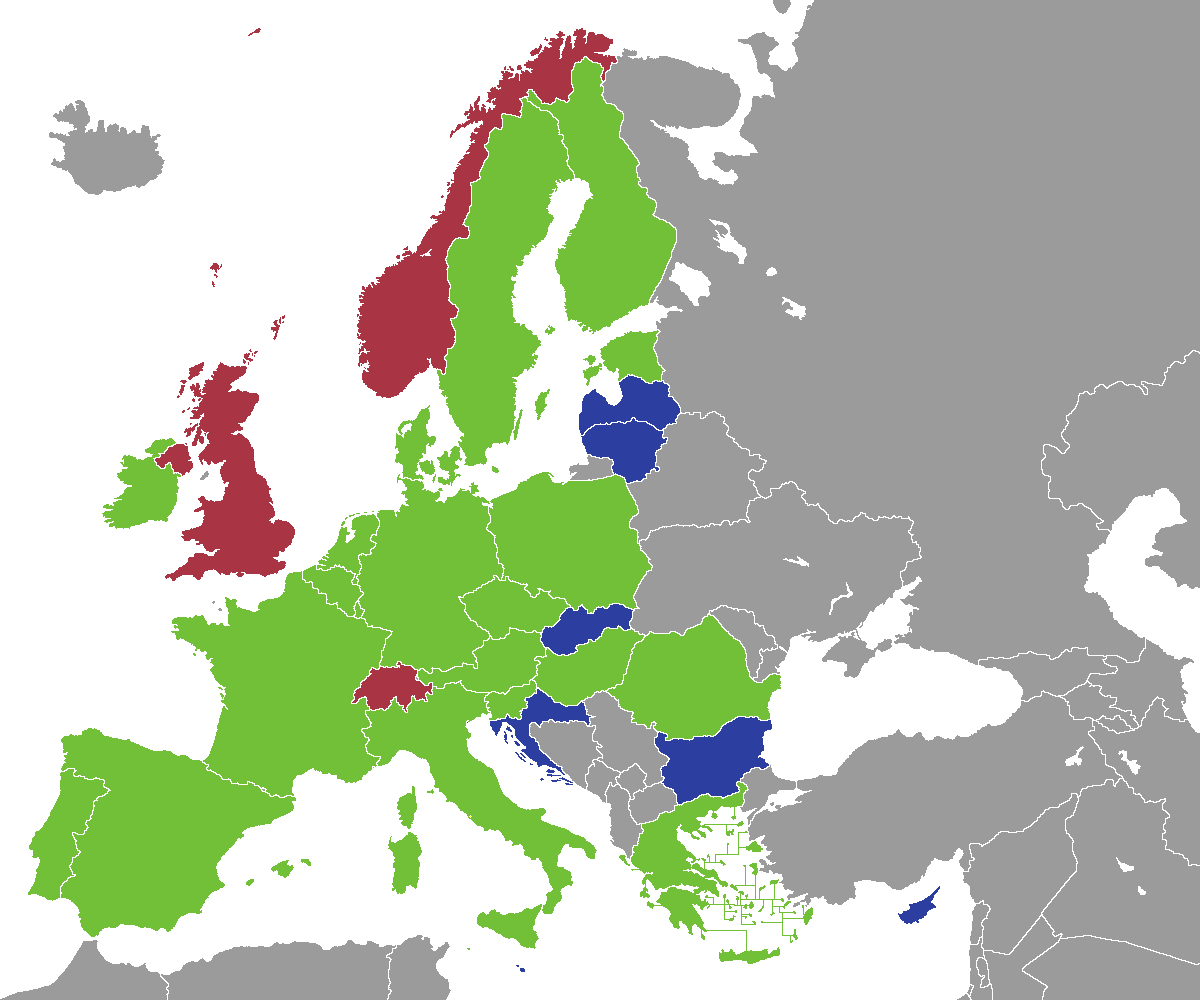
الدول الأعضاء في وكالة الفضاء الأوروبية والاتحاد الأوروبي
الأعضاء التابعون لوكالة الفضاء الأوروبية فقط
الأعضاء التابعون للاتحاد الأوروبي فقط

- يُعد أحد أهم برامج مراقبة الأرض في العالم.
- يوفر بيانات عن التغيرات المناخية، والكوارث الطبيعية، والزراعة، والأمن من خلال سلسلة من الأقمار الصناعية (مثل Sentinel).
- يدعم صنع القرار في مجالات البيئة والأمن.

```
2. 
برنامج غاليليو
 (Galileo):
```

- نظام ملاحة عالمي تابع للاتحاد الأوروبي، يوفر بديلاً عن نظام GPS الأمريكي.
- يقدم خدمات ملاحة دقيقة للاستخدامات المدنية والتجارية والعسكرية.

3. خدمة الملاحة الجغرافية الثابتة الأوروبية:
- نظام تعزيز إشارات الملاحة عبر الأقمار الصناعية، يُستخدم بشكل رئيسي في الطيران والملاحة البحرية.

4. برنامج أفق أوروبا:
- يدعم البحث والابتكار في مجال الفضاء، بما في ذلك تطوير تقنيات جديدة واستكشاف الفضاء.

## وكالة الفضاء الأوروبية
تُعتبر وكالة الفضاء الأوروبية (ESA) الشريك الرئيسي للاتحاد الأوروبي في تنفيذ البرامج الفضائية. تشمل أنشطتها:
- استكشاف الفضاء (مثل مهمات ExoMars إلى المريخ).
- إطلاق الصواريخ (مثل صاروخ Ariane 6).
- تطوير الأقمار الصناعية والتكنولوجيا الفضائية.

## الأهداف الاستراتيجية
- الاستقلالية الاستراتيجية: تقليل الاعتماد على الدول الأخرى في مجال الفضاء، خاصة في الملاحة والاتصالات.
- دعم الصناعة الأوروبية: تعزيز الصناعات المحلية من خلال تمويل المشاريع الفضائية.
- الاستدامة: معالجة قضايا مثل الحطام المداري وتغير المناخ من خلال البيانات الفضائية.
- الاستكشاف العلمي: دعم مهمات استكشاف الفضاء العميق، مثل مهمات إلى القمر والمريخ.

## التحديات
- التمويل: يحتاج البرنامج إلى استثمارات ضخمة لمواكبة التطورات العالمية.
- التنسيق بين الدول: يتطلب التعاون بين الدول الأعضاء في الاتحاد الأوروبي ووكالة الفضاء الأوروبية.
- المنافسة العالمية: مواجهة التحديات من قبل برامج فضائية أخرى مثل ناسا والصين.

## الإنجازات البارزة
- إطلاق أقمار Sentinel ضمن برنامج كوبرنيكوس.
- نجاح نظام غاليليو في تقديم خدمات ملاحة دقيقة.
- مشاركة فعالة في استكشاف المريخ (مثل مهمة ExoMars).
- تطوير صواريخ Ariane و Vega لإطلاق الأقمار الصناعية.